# Paul Graou
Paul Graou (Francia, 25 de julio de 1997) es un jugador profesional francés de rugby que se desempeña en la posición de medio scrum en Stade Toulousain, equipo perteneciente a la liga Top 14.

## Carrera
Graou es un jugador de formación francesa (JIFF). Comenzó su carrera deportiva con el equipo Rugby club Auch, en el cual jugó trece temporadas (2004-2017), después pasó a Union Sportive Montauban (2017-2021), luego a Sporting Union Agen (2021-2022), posteriormente a Stade Toulousain, donde lleva jugando dos temporadas.